# Prvi razred 1921-1922
La Prvi razred 1921./22. (in lingua italiana prima classe 1921-22), in cirillico Први разред 1921./22., fu la terza edizione della massima divisione delle varie sottofederazioni (podsaveze) in cui era diviso il sistema calcistico del Regno dei Serbi, Croati e Sloveni.
Le vincenti avrebbero dovuto accedere al Državno prvenstvo (campionato nazionale) per designare la squadra campione, ma nel 1922 questo torneo non si tenne.

## Sottofederazioni

### Lubiana

#### Gruppo Lubiana
|  | Pos. | Squadra          | Pt | G | V | N | P | GF | GS | QR    |
|  | ---- | ---------------- | -- | - | - | - | - | -- | -- | ----- |
|  | 1.   | Ilirija          | 8  | 4 | 4 | 0 | 0 | 20 | 4  | 5,000 |
|  | 2.   | Primorje Lubiana | 3  | 4 | 1 | 1 | 2 | 5  | 13 | 0,384 |
|  | 3.   | Sparta           | 1  | 4 | 0 | 1 | 3 | 4  | 12 | 0,333 |

|          | Ili  | Pri  | Spa  |
| -------- | ---- | ---- | ---- |
| Ilirija  | –––– | 7-1  | 5-3  |
| Primorje | 0-5  | –––– | 3-0  |
| Sparta   | 0-3  | 1-1  | –––– |

#### Gruppo Celje
|  | Pos. | Squadra        | Pt | G | V | N | P | GF | GS | QR    |
|  | ---- | -------------- | -- | - | - | - | - | -- | -- | ----- |
|  | 1.   | Athletik Celje | 7  | 4 | 3 | 1 | 0 | 14 | 2  | 7,000 |
|  | 2.   | Celje          | 5  | 4 | 2 | 1 | 1 | 7  | 4  | 1,750 |
|  | 3.   | Svoboda        | 0  | 4 | 0 | 0 | 4 | 1  | 16 | 0,062 |

|          | Ath  | Cel  | Svo  |
| -------- | ---- | ---- | ---- |
| Athletik | –––– | 3-0  | 7-1  |
| Celje    | 1-1  | –––– | 3-0  |
| Svoboda  | 0-3  | 1-3  | –––– |

#### Gruppo Maribor
|  | Pos. | Squadra         | Pt | G  | V | N | P | GF | GS | QR    |
|  | ---- | --------------- | -- | -- | - | - | - | -- | -- | ----- |
|  | 1.   | 1.SŠK Maribor   | 19 | 10 | 9 | 1 | 0 | 48 | 8  | 6,000 |
|  | 2.   | Rapid Marburg   | 14 | 10 | 7 | 0 | 3 | 39 | 22 | 1,772 |
|  | 3.   | MAK             | 12 | 10 | 6 | 0 | 4 | 40 | 26 | 1,538 |
|  | 4.   | Svoboda Maribor | 8  | 10 | 4 | 0 | 6 | 20 | 35 | 0,571 |
|  | 5.   | Korotan Maribor | 5  | 10 | 2 | 1 | 7 | 13 | 30 | 0,433 |
|  | 6.   | Ptuj            | 2  | 10 | 1 | 0 | 9 | 7  | 46 | 0,152 |

|         | Mar  | Rap  | MAK  | Svo  | Kor  | Ptu  |
| ------- | ---- | ---- | ---- | ---- | ---- | ---- |
| Maribor | –––– | 5-3  | 3-1  | 5-0  | 1-1  | 3-0  |
| Rapid   | 1-5  | –––– | 3-6  | 3-2  | 6-1  | 3-0  |
| MAK     | 2-3  | 3-5  | –––– | 4-2  | 5-1  | 3-0  |
| Svoboda | 0-4  | 0-10 | 3-5  | –––– | 2-1  | 4-0  |
| Korotan | 0-3  | 3-0  | 5-3  | 1-3  | –––– | 3-1  |
| Ptuj    | 0-16 | 0-2  | 1-8  | 0-2  | 3-0  | –––– |

#### Finali
| Data              | Partita                        | Ris. |
| ----------------- | ------------------------------ | ---- |
| SEMIFINALI        |                                |      |
| 02.07.1922        | Athletik Celje – 1.SŠK Maribor | 0–2  |
| Ilirija esentato  |                                |      |
| FINALE            |                                |      |
| 09.07.1922        | Ilirija – 1.SŠK Maribor        | 5–1  |
| Fonte: exyufudbal |                                |      |

### Zagabria
```
Il campionato iniziò regolarmente, ma a causa dei frequenti rinvii delle partite per diversi motivi, durò fino al 2 febbraio 1923, quando terminarono le ultime partite. Condizioni meteorologiche avverse, un numero limitato di campi e troppi club all'interno di Zagabria (ben 28 in 4 classi) sono le condizioni di questa sequenza di eventi.
[
2
]
```

|                   | Pos. | Squadra            | Pt | G  | V  | N | P  | GF | GS  | QR     |
| ----------------- | ---- | ------------------ | -- | -- | -- | - | -- | -- | --- | ------ |
|                   | 1.   | HAŠK Zagabria      | 25 | 14 | 12 | 1 | 1  | 93 | 14  | 6,643  |
|                   | 2.   | Concordia Zagabria | 24 | 14 | 12 | 0 | 2  | 69 | 10  | 6,900  |
|                   | 3.   | Građanski Zagabria | 23 | 14 | 11 | 1 | 2  | 95 | 9   | 10,556 |
|                   | 4.   | Ilirija Zagabria   | 12 | 14 | 6  | 0 | 8  | 21 | 31  | 0,677  |
|                   | 5.   | Šparta Zagabria    | 12 | 14 | 6  | 0 | 8  | 14 | 52  | 0,269  |
|                   | 6.   | Viktorija Zagabria | 9  | 14 | 4  | 1 | 9  | 23 | 57  | 0,404  |
|                   | 7.   | Croatia Zagabria   | 7  | 14 | 3  | 1 | 10 | 7  | 42  | 0,167  |
|                   | 8.   | Slaven Zagabria    | 0  | 14 | 0  | 0 | 14 | 2  | 109 | 0,018  |
| Fonte: exyufudbal |      |                    |    |    |    |   |    |    |     |        |

|                   | HAŠ  | Con  | Gra  | Ili  | Špa  | Vik  | Cro  | Sla  |
| ----------------- | ---- | ---- | ---- | ---- | ---- | ---- | ---- | ---- |
| HAŠK              | –––– | 6-2  | 4-2  | 3-1  | 6-0  | 11-0 | 5-1  | 13-0 |
| Concordia         | 3-0  | –––– | 2-0  | 3-0  | 3-0  | 10-2 | 4-0  | 5-0  |
| Građanski         | 3-3  | 2-0  | –––– | 6-0  | 10-0 | 12-0 | 3-0  | 14-0 |
| Ilirija           | 0-4  | 0-4  | 0-7  | –––– | 1-0  | 2-0  | 2-0  | 2-1  |
| Šparta            | 0-11 | 0-4  | 0-13 | 2-0  | –––– | 2-1  | 2-0  | 2-0  |
| Viktorija         | 2-5  | 0-4  | 0-5  | 1-0  | 2-3  | –––– | 3-1  | 6-1  |
| Croatia           | 0-6  | 0-5  | 0-9  | 0-2  | 1-0  | 1-1  | –––– | 1-0  |
| Slaven            | 0-16 | 0-20 | 0-9  | 0-11 | 0-3  | 0-5  | 0-2  | –––– |
| Fonte: exyufudbal |      |      |      |      |      |      |      |      |

#### Finali
| Data                    | Partita                        | Ris. |
| ----------------------- | ------------------------------ | ---- |
| SEMIFINALI PROVINCIALI  |                                |      |
| ?                       | Bjelovar – Slavija Osijek      | 1–3  |
| ?                       | Krajišnik – Cibalia            | 5–0  |
| FINALE PROVINCIALE      |                                |      |
| ?                       | Slavija Osijek – Krajišnik     | 2–0  |
| FINALE SOTTOFEDERALE    |                                |      |
| ?                       | HAŠK Zagabria – Slavija Osijek | 5–0  |
| Fonte: claudionicoletti |                                |      |

### Subotica
|                         | Pos. | Squadra             | Pt | G  | V  | N | P  | GF | GS | QR     |
| ----------------------- | ---- | ------------------- | -- | -- | -- | - | -- | -- | -- | ------ |
|                         | 1.   | Bačka Subotica      | 36 | 18 | 18 | 0 | 0  | 87 | 8  | 10,875 |
|                         | 2.   | SAND Subotica       | 27 | 18 | 13 | 1 | 4  | 43 | 18 | 2,389  |
|                         | 3.   | Sport Subotica      | 25 | 18 | 11 | 3 | 4  | 40 | 28 | 1,429  |
|                         | 4.   | Amateur Sombor      | 24 | 18 | 12 | 0 | 6  | 37 | 24 | 1,542  |
|                         | 5.   | Sloga Subotica      | 19 | 18 | 9  | 1 | 8  | 34 | 25 | 1,360  |
|                         | 6.   | SSU Sombor          | 19 | 18 | 9  | 1 | 8  | 41 | 36 | 1,139  |
|                         | 7.   | Konkordija Subotica | 13 | 18 | 5  | 3 | 10 | 17 | 42 | 0,405  |
|                         | 8.   | STC Subotica        | 10 | 18 | 4  | 2 | 12 | 19 | 48 | 0,396  |
|                         | 9.   | Vrbas VSC           | 7  | 18 | 3  | 1 | 14 | 10 | 45 | 0,222  |
|                         | 10.  | KAFC Kula           | 0  | 18 | 0  | 0 | 18 | 0  | 54 | 0,000  |
| Fonte: claudionicoletti |      |                     |    |    |    |   |    |    |    |        |

|                   | Bač  | SAN  | Spo  | Ama  | Slo  | SSU  | Kon  | STC  | VSC  | Kul  |
| ----------------- | ---- | ---- | ---- | ---- | ---- | ---- | ---- | ---- | ---- | ---- |
| Bačka             | –––– | 3-1  | 5-1  | 6-1  | 3-1  | 7-0  | 9-0  | 6-1  | 3-0  | 3-0  |
| SAND              | 0-2  | –––– | 1-2  | 3-1  | 2-1  | 7-2  | 0-2  | 3-0  | 3-0  | 3-0  |
| Sport             | 1-6  | 0-1  | –––– | 1-0  | 3-1  | 3-1  | 3-0  | 6-3  | 1-1  | 3-0  |
| Amateur           | 1-5  | 0-1  | 4-0  | –––– | 1-2  | 3-1  | 2-1  | 2-0  | 3-0  | 3-0  |
| Sloga             | 1-4  | 2-3  | 0-3  | 0-2  | –––– | 1-1  | 4-0  | 4-1  | 3-0  | 3-0  |
| SSU               | 1-3  | 1-4  | 3-4  | 2-3  | 1-0  | –––– | 3-0  | 3-0  | 3-0  | 3-0  |
| Konkordija        | 0-3  | 0-0  | 1-1  | 2-4  | 0-2  | 0-9  | –––– | 1-1  | 1-0  | 3-0  |
| STC               | 0-8  | 0-3  | 1-1  | 0-1  | 1-5  | 1-2  | 1-0  | –––– | 0-3  | 3-0  |
| VSC Vrbas         | 0-10 | 0-3  | 0-3  | 0-3  | 0-1  | 0-2  | 0-3  | 0-3  | –––– | 3-0  |
| Kula              | 0-3  | 0-3  | 0-3  | 0-3  | 0-3  | 0-3  | 0-3  | 0-3  | 0-3  | –––– |
| Fonte: exyufudbal |      |      |      |      |      |      |      |      |      |      |

### Belgrado
```
Alla terza sessione regolare del BLP, tenutasi il 1 gennaio 1922, furono presentati dati fino ad allora sconosciuti al grande pubblico, dove si dice che il 15 ottobre 1921 la BLP contasse 66 club.
Belgrado: 19 club (7 in 1. razred, 5 in II/A razred e 7 in II/B razred)
Banatska župa: 9 club
Altri posti: Brčko 3, Bijeljina 4, Leskovac 4, Vranje 3, Skopje 2, Zemun 3, Šabac 1, Sremska Mitrovica 2, Užice 2, Požega 1, Jagodina 1, Čačak 2, Ruma 1, Negotin 1, Kruševac 1 e Veles 1.
"Oggi il numero è salito a 72 club: 6 nuovi (4 a Belgrado e 1 ciascuno a Skopje e Požega). Oltre a questo, ci sono altri club nella BLP che non possono diventare federali per scarsa organizzazione. È stato eletto il consiglio di amministrazione e l'intera assemblea ha convenuto che 
Politika
 dovrebbe essere l'organo ufficiale del BLP".
"Alla conferenza del 15 gennaio 1922, si decise di fondare parrocchie nei seguenti luoghi: Belgrado, Veliki Bečkerek, Novi Sad, Kragujevac, Šabac, Požarevac, Čačak, Niš, Zaječar e Skopje, al fine di connettersi meglio con i club dall'interno e gestire le partite".
[
3
]
```

#### 1. razred
|                   | Pos. | Squadra             | Pt                                                                               | G                                                                                | V                                                                                | N                                                                                | P                                                                                | GF                                                                               | GS                                                                               | QR                                                                               |
| ----------------- | ---- | ------------------- | -------------------------------------------------------------------------------- | -------------------------------------------------------------------------------- | -------------------------------------------------------------------------------- | -------------------------------------------------------------------------------- | -------------------------------------------------------------------------------- | -------------------------------------------------------------------------------- | -------------------------------------------------------------------------------- | -------------------------------------------------------------------------------- |
|                   | 1.   | BSK Belgrado        | 17                                                                               | 10                                                                               | 8                                                                                | 1                                                                                | 1                                                                                | 35                                                                               | 11                                                                               | 3,181                                                                            |
|                   | 2.   | Vardar Belgrado     | 15                                                                               | 10                                                                               | 7                                                                                | 1                                                                                | 2                                                                                | 31                                                                               | 15                                                                               | 2,066                                                                            |
|                   | 3.   | Jugoslavija         | 14                                                                               | 10                                                                               | 6                                                                                | 2                                                                                | 2                                                                                | 30                                                                               | 12                                                                               | 2,307                                                                            |
|                   | 4.   | Konkordija Belgrado | 9                                                                                | 10                                                                               | 3                                                                                | 3                                                                                | 4                                                                                | 14                                                                               | 26                                                                               | 0,538                                                                            |
|                   | 5.   | Slavija Belgrado    | 4                                                                                | 10                                                                               | 2                                                                                | 0                                                                                | 8                                                                                | 14                                                                               | 41                                                                               | 0,341                                                                            |
|                   | 6.   | Soko Belgrado       | 1                                                                                | 10                                                                               | 0                                                                                | 1                                                                                | 9                                                                                | 14                                                                               | 33                                                                               | 0,424                                                                            |
|                   | 7.   | BUSK Belgrado       | Sciolto all'inizio della stagione a causa della precaria situazione finanziaria. | Sciolto all'inizio della stagione a causa della precaria situazione finanziaria. | Sciolto all'inizio della stagione a causa della precaria situazione finanziaria. | Sciolto all'inizio della stagione a causa della precaria situazione finanziaria. | Sciolto all'inizio della stagione a causa della precaria situazione finanziaria. | Sciolto all'inizio della stagione a causa della precaria situazione finanziaria. | Sciolto all'inizio della stagione a causa della precaria situazione finanziaria. | Sciolto all'inizio della stagione a causa della precaria situazione finanziaria. |
| Fonte: exyufudbal |      |                     |                                                                                  |                                                                                  |                                                                                  |                                                                                  |                                                                                  |                                                                                  |                                                                                  |                                                                                  |

|                   | BSK  | Var  | Jug  | Kon  | Sla  | Sok  |
| ----------------- | ---- | ---- | ---- | ---- | ---- | ---- |
| BSK               | –––– | 5-2  | 3-2  | 6-0  | 6-1  | 3-1  |
| Vardar            | 0-2  | –––– | 3-1  | 2-1  | 3-0  | 3-2  |
| Jugoslavija       | 1-0  | 1-1  | –––– | 0-0  | 4-1  | 6-2  |
| Konkordija        | 1-1  | 1-8  | 0-5  | –––– | 2-0  | 3-1  |
| Slavija           | 2-5  | 1-5  | 1-7  | 2-5  | –––– | 4-3  |
| Soko              | 1-4  | 1-4  | 1-3  | 1-1  | 1-2  | –––– |
| Fonte: exyufudbal |      |      |      |      |      |      |

#### 1. razred - primavera 1922
```
In primavera, i club di Novi Sad sono entrati in 1. razred, quindi in primavera è stata giocata una stagione separata con la formula del girone di sola andata. Le partite tra le squadre di Belgrado vengono conteggiate per il campionato, mentre le partite con le squadre di Novi Sad nella classifica generale vengono conteggiate per le qualificazioni.
[
4
]
```

|                   | Pos. | Squadra             | Pt | G | V | N | P | GF | GS | QR    |
| ----------------- | ---- | ------------------- | -- | - | - | - | - | -- | -- | ----- |
|                   | 1.   | Jugoslavija         | 15 | 8 | 7 | 1 | 0 | 34 | 10 | 3,400 |
|                   | 2.   | BSK Belgrado        | 13 | 8 | 6 | 1 | 1 | 20 | 7  | 2,857 |
|                   | 3.   | Vardar Belgrado     | 11 | 8 | 5 | 1 | 2 | 30 | 10 | 3,000 |
|                   | 4.   | NAK Novi Sad        | 8  | 8 | 3 | 2 | 3 | 15 | 13 | 1,153 |
|                   | 5.   | Konkordija Belgrado | 6  | 8 | 2 | 2 | 4 | 11 | 22 | 0,500 |
|                   | 6.   | Slavija Belgrado    | 6  | 8 | 3 | 0 | 5 | 16 | 26 | 0,615 |
|                   | 7.   | Vojvodina           | 6  | 8 | 3 | 0 | 5 | 11 | 24 | 0,458 |
|                   | 8.   | Juda Makabi         | 5  | 8 | 2 | 1 | 5 | 13 | 22 | 0,590 |
|                   | 9.   | Soko Belgrado       | 1  | 8 | 0 | 1 | 7 | 8  | 26 | 0,307 |
| Fonte: exyufudbal |      |                     |    |   |   |   |   |    |    |       |

|                   | Jug  | BSK  | Var  | NAK  | Kon  | Sla  | Voj  | J.M  | Sok  |
| ----------------- | ---- | ---- | ---- | ---- | ---- | ---- | ---- | ---- | ---- |
| Jugoslavija       | –––– | -    | -    | 4-3  | 5-0  | 7-1  | 9-2  | -    | 3-1  |
| BSK               | 0-1  | –––– | 2-0  | -    | 1-1  | 5-2  | 3-1  | 2-0  | 4-1  |
| Vardar            | 1-1  | -    | –––– | -    | 8-1  | 5-1  | -    | -    | 4-1  |
| NAK               | 1-3  | -    | 1-3  | –––– | 1-0  | 1-1  | 2-0  | 1-1  | 5-1  |
| Konkordija        | -    | -    | -    | -    | –––– | -    | -    | -    | -    |
| Slavija           | -    | -    | -    | -    | 2-5  | –––– | -    | -    | 2-1  |
| Vojvodina         | -    | -    | 3-2  | -    | 0-2  | 1-4  | –––– | 2-1  | 3-0  |
| Juda Makabi       | 2-4  | -    | 0-7  | -    | 4-1  | 1-3  | -    | –––– | 4-2  |
| Soko              | -    | -    | -    | -    | 1-1  | -    | -    | -    | –––– |
| Fonte: exyufudbal |      |      |      |      |      |      |      |      |      |

### Sarajevo
|                   | Pos. | Squadra         | Pt | G | V | N | P | GF | GS | QR    |
| ----------------- | ---- | --------------- | -- | - | - | - | - | -- | -- | ----- |
|                   | 1.   | SAŠK            | 10 | 6 | 5 | 0 | 1 | 19 | 4  | 4,750 |
|                   | 2.   | Slavija         | 8  | 6 | 4 | 0 | 2 | 11 | 6  | 1,833 |
|                   | 3.   | Hajduk Sarajevo | 6  | 6 | 3 | 0 | 3 | 8  | 12 | 0,667 |
|                   | 4.   | Sarajevski      | 0  | 6 | 0 | 0 | 6 | 5  | 21 | 0,238 |
| Fonte: exyufudbal |      |                 |    |   |   |   |   |    |    |       |

|                   | SAŠ  | Sla  | Haj  | Sar  |
| ----------------- | ---- | ---- | ---- | ---- |
| SAŠK              | –––– | 2-0  | 3-0  | 8-1  |
| Slavija           | 3-1  | –––– | 2-1  | 3-0  |
| Hajduk            | 0-4  | 1-0  | –––– | 3-1  |
| Sarajevski        | 0-1  | 1-3  | 2-3  | –––– |
| Fonte: exyufudbal |      |      |      |      |

### Spalato
|                   | Pos. | Squadra        | Pt | G | V | N | P | GF | GS | QR     |
| ----------------- | ---- | -------------- | -- | - | - | - | - | -- | -- | ------ |
|                   | 1.   | Hajduk Spalato | 12 | 6 | 6 | 0 | 0 | 30 | 1  | 30,000 |
|                   | 2.   | Borac Spalato  | 6  | 6 | 3 | 0 | 3 | 7  | 13 | 0,538  |
|                   | 3.   | Uskok Spalato  | 4  | 6 | 2 | 0 | 4 | 5  | 20 | 0,250  |
|                   | 4.   | JSK Spalato    | 2  | 6 | 1 | 0 | 5 | 10 | 18 | 0,556  |
| Fonte: exyufudbal |      |                |    |   |   |   |   |    |    |        |

|                   | Haj  | Bor  | Usk  | Spl  |
| ----------------- | ---- | ---- | ---- | ---- |
| Hajduk            | –––– | 3-1  | 1-0  | 5-0  |
| Borac             | 0-5  | –––– | 1-0  | 1-0  |
| Uskok             | 0-11 | 2-0  | –––– | 3-0  |
| JSK Split         | 0-5  | 3-4  | 7-0  | –––– |
| Fonte: exyufudbal |      |      |      |      |